# Geschichte Adensens
Die Geschichte von Adensen im heutigen Niedersachsen setzt in den Jahren 500 bis 800 ein, als Adensen sowie Bodensen und Pussensen an der Alten Heerstraße auf einer Anhöhe nördlich der Haller entstanden.

## Entstehung der Siedlungen Adensen, Bodensen und Pussensen an der Alten Heerstraße
Inmitten von Eichen- und Hainbuchenwäldern entstanden die Siedlungen Adensen, Bodensen und Pussensen. Jenseits der Haller entstand um das Jahr 800 die Siedlung Hardingsen. Durch diese umliegenden Siedlungen wurden die Möglichkeiten zur Landgewinnung im Süden, Norden und Westen stark eingeengt. Deshalb war die Landgewinnung in diesen Himmelsrichtungen nur in einem engen Umkreis möglich. Die Adensener Feldmark erstreckte sich deshalb in östlicher Richtung bis an den Adenser Berg, dessen Abhänge gerodet wurden. Die Waldungen des Adenser Berges gehörten ebenfalls von Anfang an zu Adensen. Nach dem Wüstwerden des Ortes Pussensen gelangten auch dessen nördlich von Adensen gelegenen Felder und Waldungen zu Adensen, während die Felder und Waldungen der Wüstung Bodensen dem damals neugegründeten Ort Hallerburg zugutekamen. Als Ersatz für die verlassenen Höfe wurden große und leistungsfähige Meierhöfe in Adensen und in dem 1360 gegründeten Dorf Hallerburg gebaut.

## Anlage des Dorfes Adensen
Das Dorf Adensen entstand als ein Haufendorf. Vom Tie, der im Westen lag, führte die Dorfstraße in einem Bogen nach Süden. Sie war umgeben von Bauernhöfen. Gassen führten von der Dorfstraße zwischen den Bauernhöfen hindurch zu weiteren Bauernhöfen. Nach außen war das entstandene Dorf von dichten Hecken umgeben, um die Bewohner vor Raubtieren zu schützten. In späterer Zeit wurde das Kerndorf von weiteren Gassen und einem Ring größerer Höfe umgeben.

## Adelshof der Familie Adenoys und Bau der romanischen St. Dionysiuskirche
Nach ihrer Ansiedlung erbaute die Familie von Adenoys ihren Adelshof am südlichen Rand von Adensen. Außerhalb des Dorfes lagen im Nordwesten ein Quellteich und im Westen der Friedhof. In den Friedhof hinein baute die Familie von Adenoys die St. Dionysiuskirche. Der romanische Kirchturm der St. Dionysiuskirche stammt aus dem 13. Jahrhundert und wurde im 14. Jahrhundert nach oben hin verlängert. Östlich des Kirchturms und in seiner Breite stand die einschiffige romanische Kirche. Der Gewölberaum im Erdgeschoss des Turmes diente als rückwärtiger Teil der romanischen Kirche.
Zur Kirchengemeinde gehörten damals Adensen, Bodensen und Pussensen. Kirchwege führten von Bodensen und Pussensen und später auch von Hallerburg dorthin. Nach dem Wüstwerden von Bodensen und Pussensen und der Entstehung der Ortschaft Hallerburg umfasste die Kirchengemeinde vom 14. Jahrhundert an die Ortschaften Adensen und Hallerburg.

### Rosenmühle und die Fischtreppe an der Haller
An der Haller steht noch heute südlich von Adensen die Rosenmühle. Diese Wassermühle wurde erstmals im Jahr 1282 als Eigentum der Familie von Adenoys erwähnt. Obereigentümer der Mühle war der Bischof von Minden. Nach dem Tode des letzten männlichen Eigentümers der Familie von Adenoys mit Namen Johannes II. kam die Rosenmühle nach der Heirat der Tochter von Johannes II. mit dem Grafen Gerhard von Hallermunt im Jahr 1322 in den Besitz der Grafen von Hallermunt in Hallerburg. Die Rosenmühle hatte zunächst ein oberschlächtiges Wasserrad und zwei unterschlächtige Wasserräder. Schließlich wurden die Wasserräder durch eine Wasserturbine ersetzt.
Am ursprünglichen Mühlhaus war noch das Rosenwappen der Erbauer zu sehen. Die Rosenmühle erhielt von diesem Wappen ihren Namen. Im Wohnhaus der Rosenmühle wurde am 17. April 1804 Rudolf Wiegmann, der spätere Professor an der Düsseldorfer Kunstakademie, geboren. Sein Großvater Johann Christoph Becker war 1773 bis 1815 Müller in der Rosenmühle. Das neue Mühlhaus wurde 1860 von Wilhelm Alrutz erbaut. Die Rosenmühle war in den Jahren 1523 bis 1852 die Zwangsmühle für die „Adenser Gohe“ mit Ausnahme der Meierhöfe. Die Rosenmühle besaß die Mahlgerechtigkeit für die „Adenser Gohe“, die die Orte Adensen, Alferde, Boitzum, Hallerburg, Holtensen, Sorsum, Wittenburg, Wülfingen und Wülfinghausen umfasste. Die Einwohner dieser Orte mussten ihr Korn in der Rosenmühle mahlen lassen. Die Rosenmühle wurde gleichzeitig als Sägewerk genutzt. Das Sägewerk mit einem Vertigalgatter stand westlich der Rosenmühle. Dort wurden Baumstämme zu Brettern verarbeitet.
Der Kolk wurde Mitte des 20. Jahrhunderts als Badeteich genutzt. Dort ertrank das Kind eines Angestellten der Rosenmühle aus Adensen.
Die Rosenmühle blieb bis zum Tod des Mühlenbesitzers Otto Alrutz im Jahr 1958 im Betrieb. 1960 wurde die Mühle an das „Kraftzuckerwerk Rosenmühle, Carl Göhmann K. G.“ verpachtet. Elsa Müller, die Witwe von Otto Alrutz, heiratete 1963 Gerhard Hallensleben. In den Jahren 1972 bis 1978 gehörte die Rosenmühle Johanna Kohrs geb. Remer. Frau Kohrs versuchte vergeblich, dort einen Campingplatz zu errichten. Ihre Bemühungen scheiterten, weil sie finanziell nicht in der Lage war, ein Klärwerk für die Campinggäste zu bauen.
Am 1. Februar 1978 kaufte das Christliche Jugenddorfwerk Deutschlands die Gebäude der Rosenmühle und baute sie für ihre Zwecke aus. Ab 1979 nutzte die CJD-Jugenddorfschule in Elze die Gebäude der Rosenmühle als Internat und Trainingszentrum für Schüler mit Lern- und Leistungsschwächen. Nach der Schließung des Internats werden die Gebäude der Rosenmühle als Wohnhäuser genutzt.
Auf Initiative des Landes Niedersachsen beteiligte sich die Europäische Union an der Förderung des Projekts: „Die Herstellung der ökologischen Durchgängigkeit in der Haller an der Rosenmühle bei Adensen.“ Im Rahmen des Programms „Profil 2007 bis 2013“ zur Förderung im ländlichen Raum Niedersachsen/Bremen wurde bei der Rosenmühle eine Fischtreppe in der Haller gebaut.

## Herrschaft der Familie von Adenoys
In Adensen begann im 10. Jahrhundert die Herrschaft Adenoys. Sie wurde bis zum 9. März 1322 von der adeligen Familie von Adenoys  ausgeübt. Thidericus de Adenoys wurde Mitstifter des Klosters Loccum, starb aber vor der Fertigstellung des Klosters. Er wurde 1267 in das Kapitelhaus des Klosters umgebettet; sein Grabstein mit lateinischer Inschrift ist dort erhalten (Inschrift: „Hier ist bestattet der Ritter Tidericus von Adenoys, unser aufrichtiger Freund“). In Adensen herrschte die Familie von Adenoys etwa von 1124 bis 1322. Ihre Herrschaft beschränkte sich auf Adensen, auf die benachbarten Dörfer und auf die später wüsten Orte Pussensen und Bodensen.

## Hallerburg erbt die Herrschaft Adenoys
Weil Johann II. von Adenoys ohne Söhne blieb, gab er am 9. März 1322 seine Lehngüter dem Bischof von Minden Gottfried von Waldeck zurück. Der Bischof von Minden verlehnte die Lehngüter anschließend dem Grafen Gerhard von Hallermunt, dem Enkel von Johann II. von Adenoys. Damit gingen die Aufgaben des Gerichts und der Verwaltung der ehemaligen Herrschaft Adenoys an die Grafen von Hallermunt in Hallerburg über.

## Wüstungen
In der Wüstungsperiode vom 12. bis zum 14. Jahrhundert fielen die Hofgebäude in Bodensen und Pussensen wüst. Ursache war die Überführung der ursprünglich freien Höfe in Lehnsland und später in grundherrlich abhängiges Meierland. Als Ersatz für die verlassenen Höfe wurden große leistungsfähige Meierhöfe in Adensen und bei der Hallerburg aufgebaut. Die Wüstungen Bodensen und Pussensen wurden von Achim Gercke mit Hilfe der Flurnamenforschung lokalisiert und beschrieben, aber sie wurden archäologisch nicht erforscht (Stand 2015).

## Die Wüstung Bodensen
Wegen der sumpfigen Lage rund um die Haller bewohnten die Bauern vor Ort das Dorf Bodensen, das im Norden des Hallertales in höherer Lage in der Nähe der alten Heerstraße nach Hannover und Göttingen lag. Hier gab es Quellen und ein Wiesengelände, das von einem Bach durchflossen wurde. Von Bodensen aus rodeten die Bauern den Wald am Talhang und bewirtschafteten danach die entstandene Feldmark, die an dem sanften Hang zur Haller hinunterführte. Der 1369 urkundlich erwähnte Böhnser Weg kreuzte die Heerstraße und ging als Kirchweg zur St. Dionysius-Kirche im Nachbardorf Adensen.
Das Dorf Bodensen wurde wegen der Endung im Ortsnamen -sen (= Gruppensiedlung) während der Ausbauzeit (Altsächsischer Landesausbau in der frühmittelalterlichen Rodungszeit zwischen 500 und 800 n. Chr.) gegründet. Bodensen wird in den Jahren 1300, 1322 und 1344 in mittelalterlichen Urkunden erwähnt. Um 1360 gaben die Bauern Bodensen auf und zogen in das um 1360 gegründeten Dorf Hallerburg, das neben der Burg Hallerburg entstand. Ursache für die Aufgabe von Bodensen war die Überführung der ursprünglich freien Höfe in Lehnsland und später in grundherrlich abhängiges Meierland. Als Ersatz für die verlassenen Höfe wurden seinerzeit große leistungsfähige Meierhöfe in Hallerburg gebaut. Das führte zur Entstehung der Ortschaft Hallerburg.

## Die Burg Hallerburg auf der Hallerinsel
Es ist nicht bekannt, wann die Burg Hallerburg erbaut wurde. Zum ersten Mal wurde sie im Jahr 1362 in einer Urkunde erwähnt. Der Herzog Wilhelm von Braunschweig und Lüneburg, ein Welfe, ließ die Burg „Hallerburg“ auf der Hallerinsel bauen, damit der Pfandzoll und Wegzoll von den Durchreisenden erhoben werden konnte. An beiden Seiten der Durchfahrt zum Ort Hallerburg wurden vier Meierhöfe als Vorwerke gebaut, um diesen Zugang zur Burg zu sichern. Herzog Wilhelm von Braunschweig und Lüneburg erwarb 1365 diese vier Vorwerke, die seine Burg schützen sollten. Die „Hallerburg“ war für ihn lediglich eine Geldanlage. Wenn ihm Geld fehlte, lieh er sich Geld von einem Adligen und überließ ihm dafür die „Hallerburg“ als Pfandschloss. Seine Einkünfte von der Burg bestanden im Wesentlichen aus dem Zoll beim Hallerübergang, aus den Abgaben der vier Meierhöfe und der Zehntabgabe aus der Feldmark des früheren Ortes Bodensen, die nun von den Bauern in Hallerburg bewirtschaftet wurden.
Die Burg Hallerburg wurde im Jahr 1519 in der Hildesheimer Stiftsfehde zerstört. Bis 1970 sah man am Standort der Hallerburg ein von Gräben umzogenes Quadrat von fast fünfzig Meter Seitenlänge.

## Die Adenser Gohe und der Gohgräfe in Adensen und Hallerburg

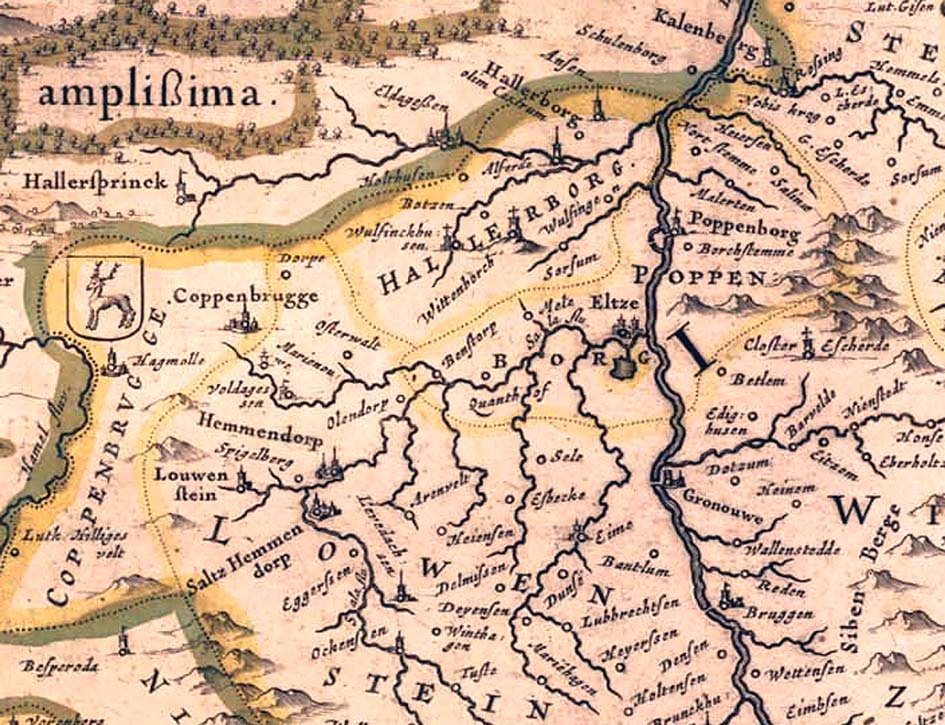
Karte mit dem Gerichtsbezirk Hallerburg im Jahr 1645

Nach der Zerstörung der Hallerburg gingen die Aufgaben des Gerichts und der Verwaltung der ehemaligen Herrschaft Adenoys für die Jahre 1523 bis 1852 an das welfische Amt Calenberg über. In dieser Zeit bestand die „Adenser Gohe“, die die Orte Adensen, Alferde, Boitzum, Hallerburg, Holtensen, Sorsum, Wittenburg, Wülfingen und Wülfinghausen umfasste. In Adensen arbeitete von 1523 bis 1609 ein für die „Adenser Gohe“ zuständiger Verwaltungs-, Urkunds- und Gerichtsbeamter, der sogenannte Gohgräfe. Von 1610 bis 1852 war der „Gohgräfe“ in Hallerburg tätig. Seit 1668 arbeitete er dort nicht mehr in seinem Privathaus, sondern in dem Amtshaus.
1852 wurde die „Adenser Gohe“ aufgelöst. Zuständig für die Verwaltung von Adensen und Hallerburg war dann das Amt Calenberg und für gerichtlichen Angelegenheiten das Amtsgericht Calenberg. 1885 wurde der Landkreis Springe aus den Ämtern Calenberg und Springe gebildet. Das Amtsgericht Calenberg ist im Jahr 1939 mit dem Amtsgericht Elze vereinigt worden.

## Der Taufstein von 1607

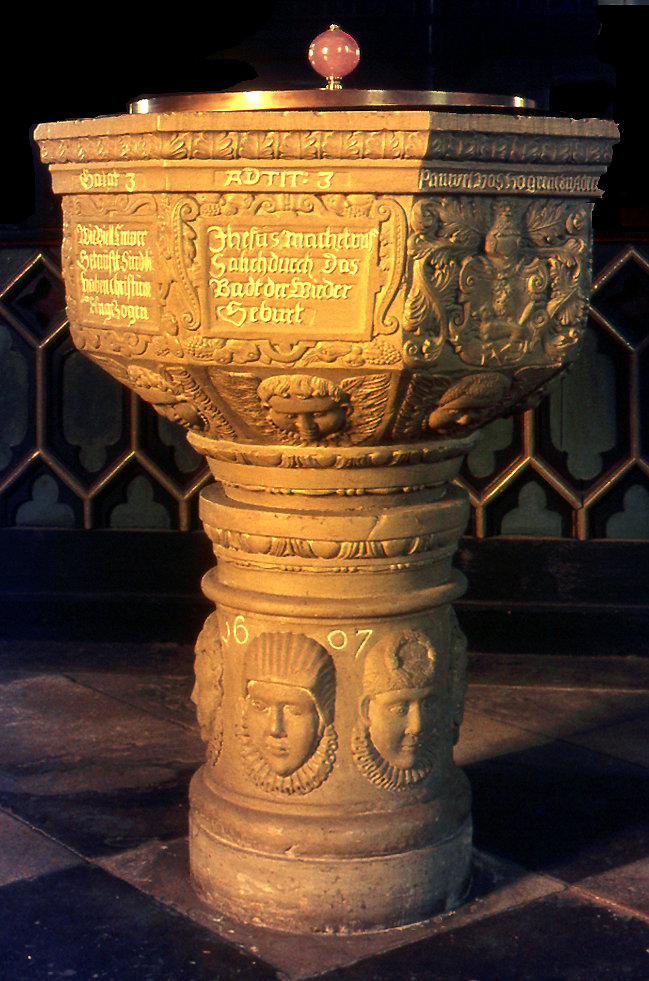
Der Taufstein von 1607 vor dem Taufgottesdienst im Morgenlicht

Paul Voß, Gohgräfe der Adenser Gohe von 1589 bis 1615, wohnte in Adensen in der Pfarrkötnerei auf dem Grundstück Neustadt 22, auf dem heute das Haus von Ulrich Reichert steht. Im Jahr 1605 verschrieb ihm Herzog Heinrich Julius die Gohgräfschaft Adensen zur Hypothek für 800 Reichsthaler (Das waren damals 2400 Mark). Zwei Jahre später, im Jahr 1607, stiftete er zusammen mit seiner Ehefrau Margarete Brandes den Taufstein für die Kirche in Adensen.
Der Taufstein mit rundem Sockel und sechseckigem Taufbecken wurde von dem Steinmetzmeister mit der Signatur „MB“ angefertigt. Über diesen Steinmetzmeister ist heute nichts bekannt; damals bürgte sein Werkstattzeichen für besondere Qualität. Seine Werkstatt stand wahrscheinlich im Leinebergland, weil sich weitere Taufsteine mit der Signatur „MB“ in den Kirchen von Möllensen (1607), Sibesse (1607) und Eberholzen (1611) befinden.
Die Inschrift auf dem Taufstein nennt die beiden Stifter dieses Taufsteins Pauwel Vos Hogreue zu Adens (= Paul Voß, Gohgräfe zu Adensen) Margarete Brandes S E H F 1607 (Margarete Brandes seine eheliche Hausfrau 1607). Die Unterseite des Taufbeckens ist mit Cherubinköpfchen im Flachrelief versehen. Diese Engel tragen sozusagen das Taufbecken, das so groß ist, dass Kinder während der Taufe -wie es früher üblich war- in dem Wasser der der dort verborgenen Taufschale untergetaucht werden konnten. An den sechs Seiten des Taufbeckens sind das Wappen des Stifters und fünf Tafeln mit Taufsprüchen aus der Bibel eingemeißelt. Der Taufspruch Laßet die Kindlein zu mir kommen und Wehret ihnen nicht aus dem Markusevangelium Kapitel 10 Vers 13 in der Wortwahl der damals gebräuchlichen Lutherbibel steht auf einer der Tafeln, die die Taufe von Kindern begründen.
Unter der Jahreszahl 1607 und unter dem Wappen trägt der runde Sockel des Taufsteins eingemeißelte Gesichter, die möglicherweise die Gesichter der Stifter Margarete Brandes und Paul Voß abbilden. Rechts daneben blickt ein grimmiger Löwe zum Portal der Kirche am Turm, der den Zugang zur Kirche überwachen und alles Böse von den Täuflingen und den Kirchgängern fernhalten soll.
Der Taufstein besaß etwa ab 1700 einen der Taufsteinoberfläche angepassten und mit rotem Stoff bezogenen Deckel, der oben spitz zulief und von einem gedrechselten Knauf gekrönt wurde. Dieser Deckel bestand noch 1935. Der Jungmädchenkreis spendete 1967 eine Taufkanne sowie eine flache Taufschale mit Deckel.

## Pestzeit

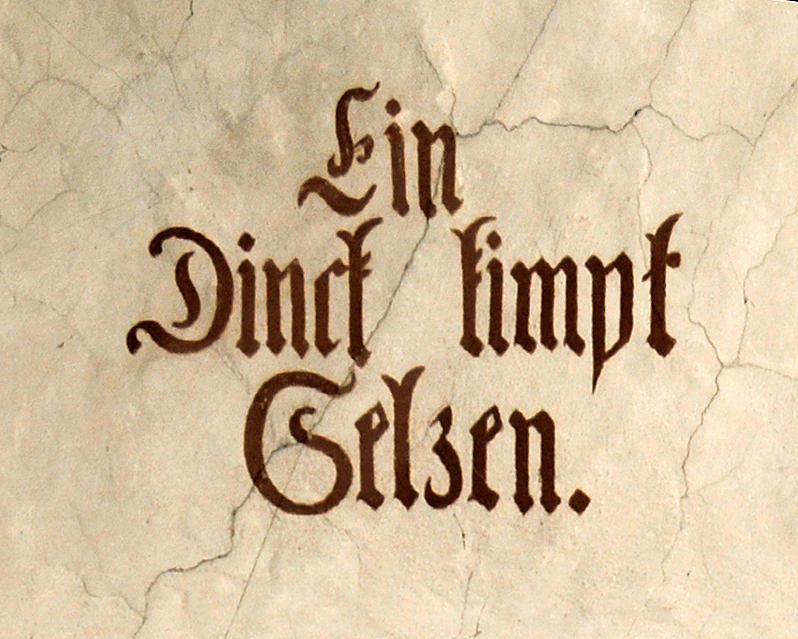
Diese Inschrift im Gewölbe der St. Dionysius-Kirche erinnert an den Pastor Henricus Dreveler, der Pestkranke besuchte und pflegte und daraufhin an der Pest erkrankte und starb.

Im Jahr 1626 wütete die Pest in Adensen und Hallerburg. Der Pastor Henricus Dreveler war ursprünglich ein Adenser Hirtenjunge. Er wurde durch Spenden und auf Kosten der Kirchengemeinde Adensen zum Pastor ausgebildet. Er war von 1614 bis 1619 Pastor in Marienthal und wirkte nach dem Tod seines Schwiegervaters und Amtsvorgängers Walter Lange von 1619 bis 1626 als Pastor in Adensen. Er pflegte die Pestkranken und starb selber 1626 an der Pest, wie die Pfarrakten berichten. Aus Dankbarkeit setzte die Kirchengemeinde die von ihm häufig gebrauchte Redewendung Ein Dinck kimpt Selzen ( = Ein Ding kommt seltsam = Es kommt anders als erwartet) als Inschrift in das Gewölbe der Kirche.

## Hexenverfolgung
Am 22. Januar 1653 klagte Hans Rieke aus Adensen die Ehefrau von Hans Hartmann bei dem Amt Calenberg des Schadenzaubers an. Nach Folter und Prozess wurde sie am 5. August 1653 auf dem Teufelsberg bei Elze stranguliert und verbrannt.

## Die Feuersbrunst vom 4. Oktober 1667 in Hallerburg
Hallerburg vergrößerte sich durch den Bau von Kötnereien. Im 16. Jahrhundert entstanden durch die Teilung von drei Meierhöfen sechs Kötnerei. Am 4. Oktober 1667 brach eine Feuersbrunst aus, die vier Höfe in Schutt und Asche legte und einen großen Teil von Hallerburg zerstörte. Später gelang der Wiederaufbau von drei Höfen; der vierte Hof wurde erst im Jahr 1877 aufgebaut, nachdem die Ländereien dieses Meierhofes 210 Jahre verpachtet waren. Die Ackerflächen der Hallerburger Höfe betrugen im Jahr 1982 insgesamt 226,15 ha.

## Das Ende der alten Heerstraße
Von 1768 bis 1770 wurde die alte Heerstraße durch die Göttinger Chaussee, die jetzige Bundesstraße 3, ersetzt. Sie wurde oberhalb von Adensen und Hallerburg am Adenser Berg entlanggeführt. In der Verkopplung von 1875 wurde die Trasse der alten Heerstraße in der Feldmark entfernt. Sie verlief in Hallerburg über die Straßen „Burgweg“, „Hallerstraße“ und „Am Tiergarten“.

## Der Hallerburger Kirchweg
Fünfhundert Jahre lang gab es von Hallerburg nach Adensen keine Verbindungsstraße. Benutzt wurde nur ein Fußweg durch die Felder. Dieser Patschweg hieß „Hallerburger Kirchweg“. Er begann in Hallerburg an der Straßenecke vom „Hirtenweg“ und „Grenzweg“ und führte durch die Feldmark zur Straße „Am Pfarrkamp“ in Adensen. Später wurde der „Hallerburger Kirchweg“ zum Leidwesen der Benutzer umgepflügt.

## Die Hallerstraße in Hallerburg
Erst in der Mitte des 19. Jahrhunderts wurde die Durchgangsstraße gebaut, die von Adensen durch Hallerburg und dort bis zum Jahr 1970 nach Alferde führte. Wenn man heute auf der „Hallerstraße“ am Standort der ehemaligen Hallerbrücke steht, erkennt man in Richtung Osten zwischen den Bauernhöfen den ehemaligen Verlauf des nördlichen Hallerarmes, der im Osten von Hallerburg neben dem Vollmeierhof Severin nach rechts zum südlichen Hallerarm abbog. Wenn man auf der Umgehungsstraße K 505 nach Süden blickt, erkennt man zwischen zwei Baumreihen den ehemaligen Verlauf des nördlichen Hallerarmes zum südlichen Hallerarm, in dem jetzt die Haller fließt.

## Weihnachtslied von Adensen
Seit 1889 wird in der St. Dionysiuskirche Adensen jedes Jahr während der Christvesper am Heiligabend das Lied Heil'ge Nacht, du kehrest wieder gesungen. Diesem Weihnachtslied liegt das Gedicht Weihnacht des märkischen Dichters Ferdinand Brunold (1811–1894) zugrunde. Die romantische Melodie wurde von Wilhelm Heiser (1816–1897) unter der Bezeichnung Opus 344 komponiert. Das von der Musik der Romantik geprägte Weihnachtslied harmoniert mit der romantischen Intonierung der Furtwänglerorgel und mit der zur gleichen Zeit entstandenen neugotischen Innenausstattung der Kirche.

## Geplante Kleinbahn
Im Jahr 1896 bestand der Plan, eine 22,3 km lange Kleinbahn mit 1,00 m breiter Spur vom Bahnhof Nordstemmen aus über Barnten, Schulenburg, Adensen, Hallerburg, Alferde, Eldagsen und Alvesrode nach Springe zu erstellen, die sowohl dem Personenverkehr wie auch dem Güterverkehr dienen sollte. Die Kleinbahn sollte jährlich 100.000 Fahrgäste und 30.000 Tonnen Güter (unter anderem Zuckerrüben für die Zuckerfabrik Nordstemmen) befördern. Der Straßenraum der Neustadt wurde in Adensen besonders breit angelegt, damit die geplante Kleinbahn neben der Straße entlanggeführt werden konnte. Der Bau der Kleinbahn scheiterte am Einspruch der Stadt Eldagsen und ihrer Landwirte, die keine Eisenbahn in ihrem Stadtgebiet dulden wollten. Auch die Eisenbahntrasse durfte nicht durch das Stadtgebiet von Eldagsen führen; die Folge war, dass der Bahnhof der damaligen Stadt Eldagsen weit entfernt in Völksen als Bahnhof Völksen-Eldagsen gebaut wurde.

## Der alte Friedhof
Der alte Friedhof ist noch immer von der steinernen Friedhofsmauer umgeben. Gegenüber dem westlichen Eingang zur Kirche befand sich früher ein Tor in der Friedhofsmauer, das inzwischen zugemauert ist. Vor hundert Jahren benutzen der Pastor und der Küster das Tor auf ihrem Weg vom Pfarrhaus und vom Küsterhaus zur Kirche. Das Küsterhaus befand sich früher auf dem jetzigen Grundstück von Böhnke. Der alte Friedhof war ursprünglich größer als heute. Südlich des Friedhofes erhielt Wilhelm Gehrke im Jahr 1926 einen breiten Streifen des Friedhofes für den Bau einer Scheune für seinen Bauernhof. Dazu wurde die südliche Mauer so versetzt, dass zwischen der Friedhofsmauer und der Scheune die jetzige Gasse mit dem Namen „Käsewinkel“ entstand. Die westliche Friedhofsmauer blieb am Garten von Böhnke erhalten. Dieses Stück der Mauer zeigt heute noch an, wie groß der alte Friedhof vor dem Bau der Mauer gewesen ist.

## Ehrenmal für die Gefallenen
Nach dem Ersten Weltkrieg wurde neben der Kirche das Ehrenmal für die Gefallenen des Krieges errichtet, deren Namen inzwischen verblichen sind. Im Pfarrarchiv befindet sich das Gedenkbuch der Gefallenen, in dem die Namen und Biographien der Gefallenen aufgezeichnet sind. Rings um das Ehrenmal wurden damals mehrere Eichen gepflanzt. Dort ist der Ort für die Ansprache und für die Kranzniederlegung nach dem Gottesdienst am Volkstrauertag. Konfirmanden pflanzten später die Linden, die bis heute den alten Friedhof umgeben.

## Bild „Glaube, Liebe, Hoffnung“
Beim Bau der Scheune auf dem alten Friedhof wurde Wilhelm Gehrke dazu verpflichtet, auf der Seite der Scheune, die zur Kirche zeigt, das Bild „Glaube, Liebe, Hoffnung“ mit den Bildsymbolen Kreuz (Glaube), Herz (Liebe) und Anker (Hoffnung = sich festmachen an Gott) anzubringen. Das Bild bezieht sich auf den Bibeltext im 1. Korintherbrief: „Für jetzt bleiben Glaube, Hoffnung, Liebe, diese drei; doch am größten unter ihnen ist die Liebe.“ (1 Kor 13,13 ). Das Gebäude trägt auf der Stirnseite an der Straße die Inschrift: „W. Gehrke, E. Gehrke geb. Hunze 1923.“ Die Scheune wurde 1995 bis 1996 von der Familie Latniak zum Wohnhaus umgebaut. Daran erinnert die zweite Inschrift auf der Stirnseite des Wohnhauses: „Umgebaut Familie Latniak 1995-1996.“

## Der neue Friedhof
Ursprünglich umgab der alte Friedhof die Kirche. Im Jahr 1890 wurde dieser alte Friedhof durch einen größeren Friedhof im Norden des Dorfes mit großen Erbbegräbnissen für die Familien von Adensen und Hallerburg ersetzt. Dieser Friedhof ist von einer umlaufenden Ziegelmauer umgeben. Am Eingang steht ein gemauerter Torbogen mit dem handgeschmiedeten Friedhofstor. Die Allee, die von Adensen zum Friedhof führt, wurde als Zeichen der Dorfgemeinschaft gemeinsam vom Kirchenvorstand und von den örtlichen Vereinen in Adensen und Hallerburg angepflanzt.
Links im Friedhof steht der Engel der Hoffnung, ein ehemaliges Grabdenkmal, das im Jahr 2013 auf dem Sockel mit der Inschrift versehen wurde: Unter Gottes Flügeln findest du Zuflucht (Psalm 91,4). Der Engel der Hoffnung blickt auf zu Gott, drückt das Kreuz an sein Herz und streckt die rechte Hand aus zum Segen. Zu Füssen des Engels befindet sich ein Platz für Urnenrasenreihengräber. Das Denkmal befindet sich unter Denkmalschutz.

## Gedenkglocke für die Opfer des Bombenabwurfs am 18. November 1944
Im Jahr 1920 sind zwei Glocken von der Glockengießerei Ulrich in Apolda gegossen worden. Daran erinnert die Inschrift: Ulrich & Weule. Apolda & Bockenem 1920. Da seinerzeit keine Bronze verfügbar war, verwendete man Stahl. Das war zweite Wahl, da Stahlglocken keinen so edlen Klang haben wie Bronzeglocken. Nach einigen Jahrzehnten des Gebrauch zeigte sich in einer anderen Kirche, dass ihre Stahlglocke beim Geläut auseinanderbrach, weil sich Lufteinschlüsse im Körper der Stahlglocke befanden. Ein Teil der Glocke flog aus dem Glockenturm und erschlug einen Fußgänger. Das war der Grund dafür, dass die beiden Stahlglocken in Adensen im Jahr 1977 sicherheitshalber abgenommen wurden. Beide Stahlglocken läuteten am 18. November 1944 Sturm, als ein Bomber vor dem Ende des Zweiten Weltkriegs eine letzte Bombe über Adensen abwarf, die Häuser zerstörte und acht Bewohner tötete. Eine dabei umgekommene Mutter rettete ihr Kind, weil sie sich schützend auf ihr Kind geworfen hatte.
Im Sommer 2003, als beide Stahlglocken entsorgt werden sollten, nahm der Kirchenvorstand eine Glocke zurück und stellte sie zum Gedenken an die Opfer des Bombenangriffs neben dem Chor der Kirche auf. Die Glocke erhielt die Inschrift: Zum Gedenken der Opfer des Bombenabwurfs am 18. November 1944.

## Regulierung der Haller und Bau der Kreisstraße K 505
Bei Hochwasser wurde Hallerburg regelmäßig überschwemmt, weil der nördliche Arm der Haller mitten durch das inzwischen eng bebauten Dorf hindurchfloss. Erst 1970 wurde die Kreisstraße K 505 als Umgehungsstraße von Adensen und Hallerburg gebaut. Der nördliche Arm der Haller wurde stillgelegt, der südliche Arm der Haller am Ortsrand von Hallerburg eingedeicht und die K 505 in Deichhöhe an der Südseite von Hallerburg vorbeigeführt. Die K 505 verläuft seitdem über den ehemaligen Standort der Hallerburg. Seitlich der Straße sind nur wenige Reste des Fundamentes der Hallerburg zwischen den Gräsern sichtbar.

## Gemeinsame Teilhabe der Orte Hallerburg und Adensen
Die Bürger von Hallerburg und Adensen besuchen seit dem Kirchbau die Gottesdienste in der St. Dionysius-Kirche in Adensen, sie nutzen in Adensen gemeinsam den Dorfladen, die Handwerksbetriebe, die Firmen, den Sportplatz, die Mehrzweckhalle, die Schule und die Kindertagesstätte. Dadurch entstanden enge partnerschaftliche Verbindungen, die auch an der gemeinsamen Teilhabe an den Vereinen und Dorffesten sichtbar wird. Bei der Gebietsreform entschieden sich beide Orte gemeinsam für einen Anschluss an die Einheitsgemeinde Nordstemmen. Die Landwirte sagten damals, der Vorteil von Nordstemmen sei die Zuckerfabrik; sie sei wichtig für die örtlichen Landwirte.

## Erhalt der eigenen Identität von Hallerburg und Adensen
Die eigene Identität beider Orte soll bestehen bleiben. Deshalb wurden die freien Grundstücke, die zwischen Adensen und Hallerburg liegen, nicht bebaut. Beide Orte erhielten ihre eigenen Wahlräume und ihre eigenen politischen Vertreter: Adensen seinen Ortsrat mit dem Ortsbürgermeister und Hallerburg seinen Ortsvorsteher.